# Alfred Köcher

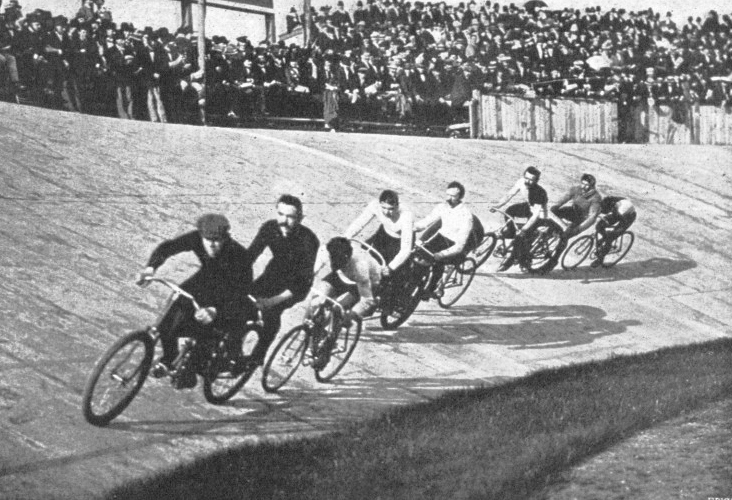
Course en 1900 au vélodrome de Friedenau avec, de gauche à droite, Émile Bouhours, Alfred Köcher et Édouard Taylor.

Alfred Köcher, né le 5 janvier 1874 à Berlin et mort le 14 septembre 1940 dans la même ville, est un coureur cycliste allemand, l'un des cyclistes allemands les plus polyvalents des années 1890.

## Biographie
En 1891, Alfred Köcher, ingénieur en bâtiment et marin passionné rejoint le club cycliste de Friedenau et commence à faire du vélo, d'abord sur un grand bi.
En 1895, Alfred Köcher remporte les courses sur route Rund um Mitteldeutschland, Varsovie-Kalisch-Varsovie (517 km), Leipzig-Berlin-Leipzig-Dresde-Leipzig (500 km) et Dresde-Berlin .
De 1894 à 1896, il détient le record des 12 heures sur route. Il se tourne alors vers les professionnels.
Deux fois, en 1896 et 1898, il devient champion d'Allemagne sur route ; en 1897 et 1898, champion d'Allemagne de demi-fond.  
En 1897, il établit un record du monde sur trois kilomètres derrière entraineur (3:31,2 minutes), et bat les records allemands de 3 et 4 heures et de 150 km à Friedenau. 
En septembre 1899, il gagne un match sur 50 km contre Alphonse Baugé, Émile Bouhours et Tom Linton à Friedenau. 
Décrit comme petit et léger, Köcher était particulièrement apprécié du public berlinois.
En 1900, il se retire de la compétition

## Hommage
Dans les années qui ont précédé la Première Guerre mondiale , le "Prix Alfred Köcher" est décerné au vélodrome Olympia de Berlin